# Barco Ducale
Il Barco Ducale era un parco venatorio nell’attuale comune di Urbania, l’antica Casteldurante.

## Storia
L'originario complesso, ormai scomparso, risale al XIII secolo: dovette la sua edificazione ai francescani di Castel delle Ripe fuggiti dalla loro primitiva sede dopo la distruzione del paese (1277). I locali conti Brancaleoni offrirono allora ai frati una selva nella penisola a nord del nascente abitato di Casteldurante e questi ultimi vi fondarono un piccolo eremo, dedicandolo a San Giovanni Battista. 
Poco distante dal convento, per mano di Francesco di Giorgio Martini, nel 1465, il duca Federico da Montefeltro impiantò in un altro edificio il proprio casino di caccia per la sua riserva venatoria, denominata appunto il Barco che sorge nell'area medesima. Il complesso conventuale subì nei secoli vari rimaneggiamenti: l'attuale conformazione, con la chiesa a croce latina sita al centro di un largo edificio ospitante i locali dell'ex convento, è il risultato dei lavori ultimati nella seconda metà del XVIII secolo.

## Descrizione

### Chiesa
Sopra l'altare maggiore troneggia un maestoso crocifisso ligneo del XVI secolo; ai lati di esso, due portali in pietra permettono l'accesso al coro ligneo retrostante. Sulla parete absidale e agli altari laterali sono presenti notevoli opere pittoriche, raffiguranti l'Assunta in cielo con San Giovanni Battista, San Francesco d'Assisi e San Luigi IX di Sebastiano Conca (abside), Madonna del Rosario con i Santi Domenico, Antonio da Padova, Margherita da Cortona, Romualdo, Giacomo della Marca di Gianfrancesco Ferri (altare di sinistra), San Pasquale Baylon ancora di Sebastiano Conca (altare di destra). La sacrestia attuale venne ricavata nel XVIII secolo dal locale inizialmente concepito come mausoleo di Federico da Montefeltro: qui sono ancora evidenti le mani di Francesco di Giorgio Martini e di Gerolamo Genga. L'organo della chiesa, non funzionante, risale al 1854 ed è pregevole opera dei fratelli Paoli di Campi Bisenzio.